# Glorious (GloRilla)
Glorious è il primo album in studio della rapper statunitense GloRilla, pubblicato l'11 ottobre 2024 dalle etichette discografiche Collective Music Group (CMG) e Interscope Records.

## Tracce
1. Intro – 1:28
2. Hollon – 2:08
3. Procedure (featuring Latto) – 2:54
4. TGIF – 2:44
5. Whatchu Kno About Me (featuring Sexyy Red) – 2:29
6. Stop Playing – 3:36
7. Don't Deserve (featuring Muni Long) – 3:52
8. Rain Down on Me (featuring Kirk Franklin, Chandler Moore, Kierra Sheard & Maverick City Music) – 3:48
9. Glo's Prayer – 3:07
10. How I Look (featuring Megan Thee Stallion) – 1:58
11. I Ain't Going – 2:51
12. Step (featuring BossMan Dlow) – 2:43
13. Let Her Cook – 2:35
14. I Luv Her (featuring T-Pain) – 2:56
15. Queen of Memphis (featuring Fridayy) – 2:46

## Classifiche
| Classifica (2024)         | Posizione massima |
| ------------------------- | ----------------- |
| Stati Uniti               | 5                 |
| Stati Uniti (R&B/hip-hop) | 2                 |